# Contre-la-montre masculin de cyclisme sur route aux Jeux olympiques d'été de 2024
Cet article traite de l'épreuve masculin. Pour la compétition féminine, voir Contre-la-montre féminin de cyclisme sur route aux Jeux olympiques d'été de 2024.
Navigation
Tokyo 2020 Los Angeles 2028
Le contre-la-montre masculin de cyclisme sur route aux Jeux olympiques d'été de 2024 a lieu le 27 juillet 2024 à Paris. 

## Médaillés
| Or                    | Argent              | Bronze              |
| Remco Evenepoel (BEL) | Filippo Ganna (ITA) | Wout van Aert (BEL) |

## Présentation

### Parcours

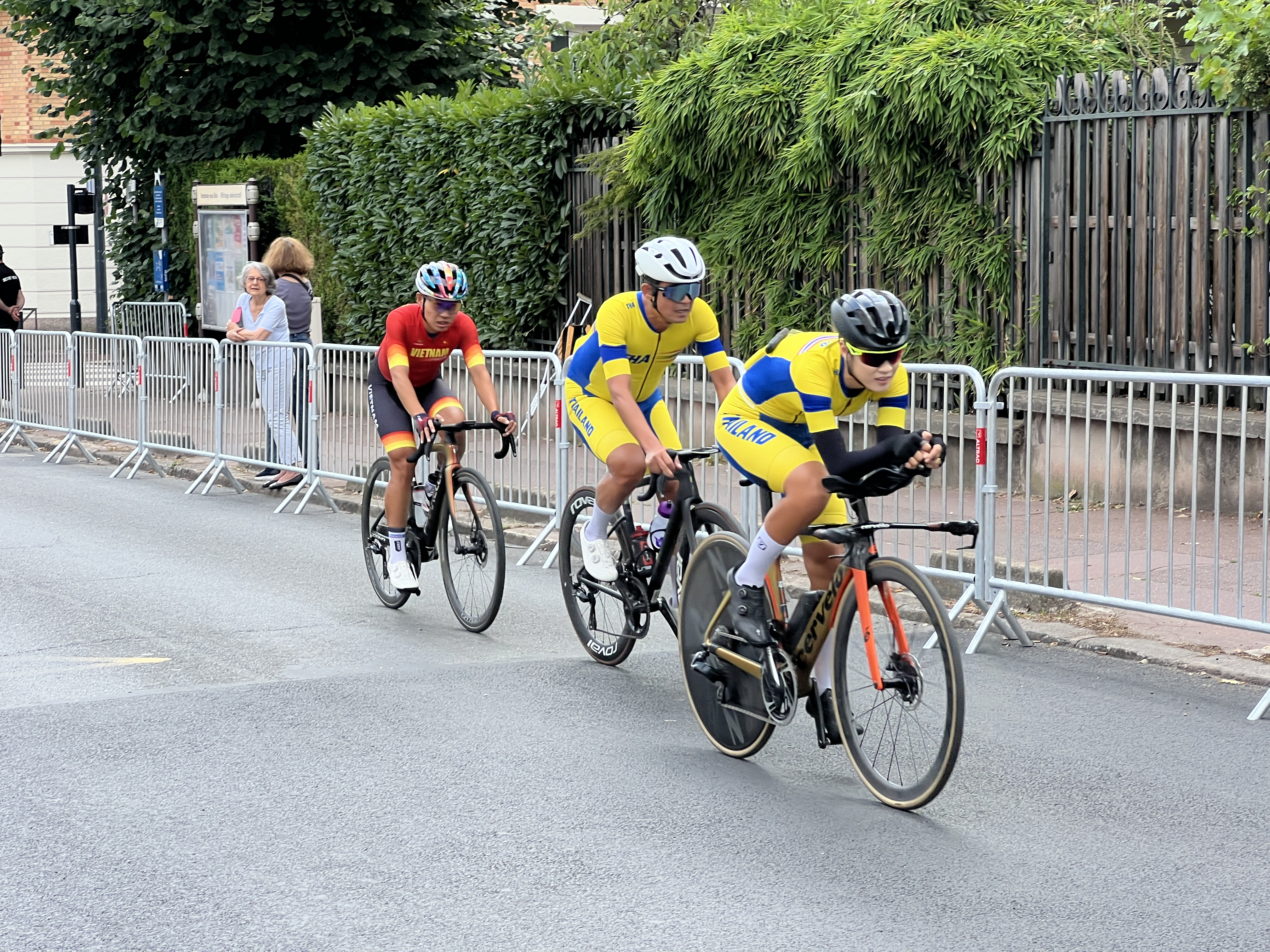
Des cyclistes vietnamiens et thaïlandais en repérage du parcours à Fontenay-sous-Bois en sortie du bois de Vincennes.

Le départ a lieu aux Invalides et l'arrivée au pont Alexandre-III.
Le parcours complet de 32,4 kilomètres est dévoilé le 5 juillet 2023. Les coureurs s'élanceront depuis l'Esplanade des Invalides puis franchiront la Seine par le pont de Sully pour rallier la place de la Bastille puis le Bois de Vincennes. Les coureurs atteindront la mi-parcours après une brève incursion dans les communes du Val-de-Marne limitrophes de la capitale. En quittant le Bois de Vincennes par son château, ils traverseront la place de la Nation puis retrouveront la place de la Bastille pour rejoindre en sens inverse les routes empruntées au début du circuit. Le pont Alexandre III accueille la ligne d'arrivée de la course.
Pour la première fois dans l'histoire des Jeux, une distance et un parcours communs seront proposés aux 35 coureuses et aux 34 coureurs.

### Qualification
35 places sont attribuées pour la compétition. Amir Ansari, originaire d'Afghanistan et membre de l'équipe olympique des réfugiés est invité en plus des quotas.
Bien que la Grande-Bretagne bénéficie de deux places au départ, le CNO n'a finalement inscrit qu'un seul cycliste. Le représentant désigné de la Colombie, Daniel Felipe Martínez, ne s'est pas présenté au départ en raison d'un problème de visa. La liste de départ comprend donc 34 des 36 places possibles.
| Équipes nationales (26)- Belgique - Italie - Grande-Bretagne - États-Unis - Suisse - Portugal - Allemagne - Danemark - Tchéquie - Irlande - Norvège - France - Pays-Bas - Autriche - Canada - Kazakhstan - Hongrie - Pologne - Nouvelle-Zélande - Espagne - Slovénie - Mongolie - Érythrée - Maroc - Athlètes individuels neutres - Réfugiés |
| |

### Favoris
Trois coureurs font figures de grands favoris pour cette compétition : le Belge Remco Evenepoel, l'Italien Filippo Ganna et le Britannique Joshua Tarling soit le podium du contre-la-montre des Championnats du monde de cyclisme sur route 2023. Parmi les outsiders, on peut citer les Suisses Stefan Küng et Stefan Bissegger, le Belge Wout van Aert et l'Américain Magnus Sheffield. Parmi ces coureurs, Evenepoel, Bissegger et van Aert ont terminé le Tour de France six jours auparavant alors que Küng y a pris part jusqu'à la 18e étape.

## Récit de la course
Disputée sous une pluie incessante, l'épreuve a connu moins de chutes que celle courue par les dames un peu plus tôt. Le Belge Remco Evenepoel est en tête aux trois points intermédiaires de cette course et accentue régulièrement son avance. Son compatriote Wout van Aert, encore deuxième au troisième pointage, est finalement battu par l'Italien Filippo Ganna, auteur d'une belle fin de parcours. Le Britannique Joshua Tarling a été victime d'une crevaison en début de parcours et l'Américain Magnus Sheffield est tombé.

## Résultats détaillés
| Rang | Cycliste              | Pays                          | Temps        |
| ---- | --------------------- | ----------------------------- | ------------ |
| 1    | Remco Evenepoel       | Belgique                      | 36 min 12 s  |
| 2    | Filippo Ganna         | Italie                        | + 15 s       |
| 3    | Wout van Aert         | Belgique                      | + 25 s       |
| 4    | Joshua Tarling        | Grande-Bretagne               | + 27 s       |
| 5    | Brandon McNulty       | États-Unis                    | + 1 min 4 s  |
| 6    | Stefan Bissegger      | Suisse                        | + 1 min 26 s |
| 7    | Nélson Oliveira       | Portugal                      | + 1 min 31 s |
| 8    | Stefan Küng           | Suisse                        | + 1 min 35 s |
| 9    | Maximilian Schachmann | Allemagne                     | + 1 min 38 s |
| 10   | Mikkel Bjerg          | Danemark                      | + 1 min 43 s |
| 11   | Mathias Vacek         | Tchéquie                      | + 1 min 43 s |
| 12   | Ryan Mullen           | Irlande                       | + 1 min 45 s |
| 13   | Tobias Foss           | Norvège                       | + 1 min 45 s |
| 14   | Mattias Skjelmose     | Danemark                      | + 1 min 45 s |
| 15   | Kévin Vauquelin       | France                        | + 1 min 52 s |
| 16   | Magnus Sheffield      | États-Unis                    | + 1 min 53 s |
| 17   | Daan Hoole            | Pays-Bas                      | + 1 min 54 s |
| 18   | Alberto Bettiol       | Italie                        | + 1 min 54 s |
| 19   | Felix Großschartner   | Autriche                      | + 2 min 5 s  |
| 20   | Derek Gee             | Canada                        | + 2 min 16 s |
| 21   | Yevgeniy Fedorov      | Kazakhstan                    | + 2 min 21 s |
| 22   | Attila Valter         | Hongrie                       | + 2 min 33 s |
| 23   | Michał Kwiatkowski    | Pologne                       | + 2 min 37 s |
| 24   | Laurence Pithie       | Nouvelle-Zélande              | + 2 min 37 s |
| 25   | Rui Costa             | Portugal                      | + 2 min 48 s |
| 26   | Oier Lazkano          | Espagne                       | + 2 min 56 s |
| 27   | Jan Tratnik           | Slovénie                      | + 3 min 26 s |
| 28   | Jambaljamts Sainbayar | Mongolie                      | + 4 min 7 s  |
| 29   | Biniam Girmay         | Érythrée                      | + 4 min 8 s  |
| 30   | Amir Ansari           | Équipe olympique des réfugiés | + 4 min 14 s |
| 31   | Gleb Syritsa          | Athlètes individuels neutres  | + 4 min 21 s |
| 32   | Achraf Ed Doghmy      | Maroc                         | + 7 min 19 s |
| AB   | Luke Plapp            | Australie                     | -            |
| AB   | Søren Wærenskjold     | Norvège                       | -            |